# Rahmania
Rahmania (în arabă الرحمانية) este o comună din provincia Alger, Algeria.
Populația comunei este de 7.396 de locuitori (2008).